# 55 a. C.
El año 55 a. C. fue un año del calendario romano prejuliano. En la República romana, fue conocido como el año 699 Ab Urbe condita.

## Acontecimientos

### Roma
- 1 de enero, Pompeyo y Craso, cónsules.
- Julio César, procónsul cinco años más.
- El Senado romano concede a Pompeyo el gobierno proconsular de las dos provincias hispanas, que mantendrá hasta el 49 a. C. Sin embargo, las gobernará por medio de legados, Afranio, Petreyo y Varrón.[1]

### Britania
- 22 o 26 de agosto: Julio César comanda la primera invasión romana de Britania, posiblemente una expedición de reconocimiento, en respuesta a que los britanos habían ayudado a sus enemigos galos. Puede que actuara también en apoyo de Mandubracio, príncipe exiliado de los trinovantes, cuyo padre Imanuencio fue derrocado y muerto por su rival Casivelauno alrededor de esta época. Debido al mal tiempo y las revueltas en la Galia la expedición logra poco, pero el Senado Romano decreta veinte días de acción de gracias cuando la expedición regresó sana y salva a la Galia.

## Fallecimientos
- Berenice IV, reina de Egipto (n. 76 a. C.)
- Lucrecio, filósofo y poeta romano (n. 99 a. C.)